# James Ivory (matemático)
Sir James Ivory (Dundee, 17 de fevereiro de 1765 — Londres, 21 de setembro de 1842) foi um matemático escocês. Em 1779 entrou na Universidade de St Andrews, distinguindo-se especialmente em matemática. Estudou teologia mas, depois de duas sessões em St Andrews e uma na Universidade de Edimburgo, abandonou todas as ideias sobre Igreja e em 1786 tornou-se professor assistente de matemática e filosofia natural na recém-criada Academia de Dundee.
Ele ganhou uma ampla reputação por seus artigos matemáticos e astronômicos em Philosophical Transactions of the Royal Society. Ele recebeu várias medalhas, incluindo a Medalha Copley da Royal Society, e com vários outros homens da ciência foi nomeado cavaleiro em 1831. Ele era um membro correspondente da Academia de Ciências de Paris.